# Said Hammami
Said Hammami (en árabe: سعيد حمّامي‎: 1941 a 4 de enero de 1978) fue  político, diplomático y periodista palestino. Representante en Londres de la Organización para la Liberación de Palestina (OLP) desde 1972 hasta su asesinato en 1978.

## Biografía
Nacido en Jaffa en 1941. Huyó el Mandato británico de Palestina con su familia al estallar la violencia que precedió a la creación del Estado de Israel en 1948.
Tras una breve estancia en un campo de refugiados en Egipto, su familia se mudó a Líbano. Después se trasladaron a Jordania. Tras terminar sus estudios en el colegio e instituto, en Amán, se mudó a Siria para cursar estudios universitarios. Fue en Damasco donde se despertó su interés por la política y se unió al Partido Baaz, mientras todavía estudiaba en la facultad literatura inglesa. Tras su graduación, trabajó como reportero en Damasco y viajó a  Arabia Saudí donde encontró un trabajo como profesor. Su estancia allí no duró mucho, ya que su devoción a la causa palestina le llevó de vuelta a Siria. Poco de después de su llegada, en 1964, salió  del Partido Baaz y se alistó en la Organización para la Liberación de Palestina. Rápidamente escaló rangos en la organización y se convirtió en un miembro del Consejo Nacional Palestino, a la edad de 30 años.
Hammami fue designado por  Yasir Arafat como el primer diplomático de la OLP delegado en Reino Unido en 1973, dirigiendo la oficina de Londres. Allí  comenzó a fomentar la coexistencia entre Palestinos e Israelíes, reclamando la Solución de dos Estados al problema de Palestina. Entre 1974 y 1975, en sus entrevistas con periodistas y artículos de opinión, expresó lo que algunas veces se ha considerado la primera señal de la aceptación de la OLP de la solución de dos  estados. Una entrevista, en 1974, con  Joseph Finklestone el The Jewish Chronicle fue controvertida entre los israelíes porque mucha población israelí de la época, incluida  Golda Meir, mantenía que los palestinos no eran una entidad distinta con una "Entidad legítima".
También mantuvo contacto, en Londres, con políticos y periodistas británicos. También entabló relaciones con activistas pacifistas de Israel, más notablemente con Uri Avnery,  quien escribió un libro sobre él, tras su asesinato, titulado "Mi amigo Mi enemigo".

## Asesinato
Hammami fue asesinado, de un disparo, en su oficina de  Londres el 4 de enero de 1978, donde trabajaba como representante de la OLP ante Reino Unido. El asesino fue un partidario de Fatah-RC (rama disidente de Fatah) liderada por Abu Nidal.